# Јован Мајендорф
Јован Мајендорф (рус. Иоанн Феофилович Мейендорф; Неји на Сени, 17. фебруар 1926 — Монтреал, 22. јул 1992) био је истакнути православни свештеник, теолог и писац 20. века.

## Биографија

### Рани период
Јован Мајендорф је рођен у месту Неји на Сени, Француска, у породици руских племића и емиграната као Иван Теофилович барон фон Мајендорф (Иван Феофилович барон фон Мейендорф). Мајендорф је завршио средњу школу у Француској, да би након тога стицао богословско знање на академији св. Сергија у Паризу, где је дипломирао (1949). На Сорбони је дипломирао 1948. године, а касније је стекао и следеће дипломе: а Diplôme d'études supérieures (1949), a Diplôme de l'école pratique des Hautes Etudes (1954). Титулу доктора богословских наука стекао је одбранивши тада револуционарну докторску дисертацију о учењу св. Григорија Паламе.

### Богословска каријера
У Француској, Мајендорф је био асистент на катедри за црквену историју на Институту св. Сергија, и сарадник при Centre National de la Recherche Scientifique.
Након рукоположења 1959. године, Мајендорф се са породицом преселио у САД. Примљен је на Богословску академију св. Владимира, која се налази у Такахоу , Њујорк, као професор црквене историје и патристике. Поред тога, био је предавач Византијског богословља на Универзитету Харвард, на Дамбартон Оукс-у (енгл. Dumbarton Oaks), где је провео један семестар у својству вршиоца дужности директора (1977), и на Универзитету Фордам где је предавао Историју Византије (од 1967). Такође, био је ванредни професор на Универзитету Колумбија и Уједињеном Богословском колеџу (енгл. Union Theological Seminary) смештеним у Њујорку. Предавао је на бројним универзитетским кампусима и црквеним догађајима. Дужност декана Академије св. Владимира обављао је од марта 1984. до јуна 1992. године.
Мајендорф је био један од водећих гласова у православној заједници и радио је на поновном уједињавању група са којима Руска православна црква прекинула општење након Октобарске револуције. Био је један од кључних људи у успостављању Православне цркве у Америци (енгл. OCA) као независног ентитета (1970). Увек је инсистирао на важности православног предања, што је често манифестовао на екуменским скуповима, попут скупштине у Упсали (1968), одржаној под покровитељством Светског Савета Цркава (енгл. WCC), а за време његовог председавања комисијом „Вера и поредак“ (1967-1975).

### Упокојење и наслеђе
Током одмора у породичној летњој резиденцији у Квебеку, Мајендорф се разболео и одведен је на преглед у болницу св. Марије у Монтреалу. Тамо је и преминуо услед канцера панкреаса. На последње путовање испратио га је поглавар Америчке Православне Цркве, митрополит Вашингтонски Теодосије, који је чин погребења обавио у капели Академије св. Владимира у Крествуду.
Његов син, Пол Мајендорф (1950), био је професор Литургијског богословља при Академији св. Владимира.

## Активности
Као члан више стручних удружења, Мајендорф је, током различитих периода, служио као председник Православног богословског америчког друштва, председник Америчког патристичког друштва, и као члан Извршног одбора САД за Византијске студије. Био је члан Националне задужбине за хуманистичке науке (1976—1977), и сарадник Гугенхајма (1981).
Током своје службе на Академији св. Владимира, заузимао је положај библиотекара, продекана за наставу, и дугогодишњег уредника Богословског тромесечника св. Владимира (енгл. St. Vladimir's Theological Quarterly).
Током своје службе у Цркви, заузимао је позиције председника одељења за спољне послове Православне Цркве у Америци, саветника св. Синода, и уредника месечног листа Православне Цркве.
Као представник Православне Цркве, учествовао је у раду Светског Савета Цркава и био је председник комисије „Вера и поредак“ (1967-1975).
Посвећен посебно православном јединству и сарадњи, био је један од оснивача и први генерални секретар организације Синдесмос (енгл. Syndesmos - Светска федерација православне омладине), а касније је служио и као њен председник.

## Признања
Мајендорфу је додељен почасни докторат Универзитета Нотр Дам (енгл. University of Notre Dame) и Главне богословске академије (енгл. General Theological Seminary), а био је и дописни члан Британске академије наука. Био је виши научни сарадник у Дамбратон Оукс-у. Диплома почасног члана Лењинградске богословске академије додељена му је у мају 1990. године. Јуна 1991. године, Мајендорф је награђен орденом св. Владимира, 2. класе, од стране његове светости Алексија II, патријарха московског и целе Русије.

## Међународна конференција
Од 9-11. фебруара 2012. године, одржана је међународна конференција под називом „Наслеђе оца Јована Мајендорфа, научник и свештеник (1926—1992)" на Институту св. Сергија у Паризу, у част двадесет година од упокојења оца Јована Мајендорфа.